# Iratzarri
Iratzarri («Despierto» en euskera ) fue un partido político operativo en las comunidades autónomas del País Vasco y Navarra, de carácter nacionalista vasco, soberanista y ecologista. Creado en noviembre de 2004 como una organización juvenil vinculada a Aralar, mantuvo este estatus hasta febrero de 2012 y se registró como partido independiente en enero de 2013. Desde su IV Congreso, celebrado en septiembre de 2013, su nombre oficial era Iratzarri-Eki.

## Trayectoria
Iratzarri se creó oficialmente en noviembre del 2004 durante el II Congreso de Aralar, celebrado en San Sebastián (Guipúzcoa), constituyéndose como la organización juvenil de este partido político.
La coordinadora aprobó en septiembre de 2007 los documentos organizativo y político, siendo este último desarrollado y aumentado en las primeras Jornadas Nacionales que Iratzarri llevó a cabo en noviembre de ese año en Vitoria. En octubre de 2008, la organización llevó a cabo en San Sebastián su primer Congreso Nacional, en el que cristalizó la estructura organizativa y político-ideológica, eligiendo a Fabio González como coordinador general. En octubre de 2010 llevó a cabo su II Congreso en Bilbao.
El 25 de febrero de 2012 Iratzarri se desvinculó de Aralar como juventudes de ésta y en enero de 2013 se inscribió como partido político independiente en cumplimiento de la decisión adoptada por su militancia. Esta decisión fue cuestionada por un sector de Iratzarri, pasando a denominarse Aralar Gazteak como juventudes de Aralar.
El 14 de septiembre de 2013 celebró su IV Congreso en Bilbao, donde cambió de imagen y anunció su intención de crear una nueva opción política, Ezkerreko Ekimena-Etorkizuna Iratzarri (EKI), manteniendo Iratzarri su carácter de agrupación juvenil.
En 2014 llegó a un acuerdo con Ezker Anitza (federación de Izquierda Unida en el País Vasco), para concurrir juntos en la coalición La Izquierda Plural a las elecciones europeas de 2014.
En mayo de 2015 logró un acuerdo con el Partido Nacionalista Vasco, pidiendo el voto para esta formación en las elecciones municipales y forales del País Vasco, y apoyando la candidatura de Geroa Bai en las elecciones de Navarra. El 6 de junio de 2015 Iratzarri anunció su disolución y la de su partido político EKI.

## Estructura
Iratzarri se organizaba sobre la base de los principios de asamblearismo y por ello carecía de órganos de representación delegada. El único espacio de decisión del colectivo era la "Coordinadora de Hegoalde", que se reunía con cierta periodicidad. La asistencia a la misma estaba abierta a cualquier militante de la organización.

## Relaciones con otras organizaciones
Iratzarri participaba en diversos foros y plataformas sociales y era también miembro del Euskadiko Gazte Kontseilua (EGK). Asimismo mantenía relaciones con múltiples grupos y partidos de carácter independentista o de izquierda, Isca, Joves d'Esquerra Verda, Gazte Komunistak (juventudes del PCE-EPK) y Gazteok Bai, entre otros.